# Rhyacophila rongpa
Rhyacophila rongpa är en nattsländeart som beskrevs av Schmid 1970. Rhyacophila rongpa ingår i släktet Rhyacophila och familjen rovnattsländor. Inga underarter finns listade i Catalogue of Life.